# Elphos hypocallistis
Elphos hypocallistis är en fjärilsart som beskrevs av Oswald Beltram Lower 1898. Elphos hypocallistis ingår i släktet Elphos och familjen mätare. Inga underarter finns listade i Catalogue of Life.